# 御立公園
御立公園（みたちこうえん）は、姫路市にある都市公園（近隣公園）である。旧名称は、御立交通公園。所在地は兵庫県姫路市御立西4丁目4。

## 概要
当時のモータリゼーションの急速な発展の中で児童が巻き込まれる交通事故も急増し、子供たちへの交通ルールの啓蒙が課題になっており、「交通公園」と呼ばれる模擬市街地にて交通ルールを教育する施設が各地に建設されていた。
1965年（昭和40年）に手柄山交通公園が市民プール設置のため廃止された代替施設として1969年（昭和44年）に広畑区北野町の河川敷に交通公園が設置されたが河川敷のため運用上問題があり、より本格的な代替施設として遊びを通して子供たちに交通ルールを教える実習が可能な施設として旧御立病院の跡地に「御立交通公園」として建設された（北野町の施設は一部の歩道などが遺構として現在も公園内に残っている）。構内には実働する信号機や踏切、横断歩道、各種標識を備えた車道や歩道、陸橋などが実際に設置され徒歩、自転車による交通ルールの教育が可能になるように配慮されている。
しかし、昭和末期頃から信号機などの運用は停止され、「交通公園」という名称はそのままに一般の娯楽施設としての運用に切り替えられた。また、一般の遊園地としてブランコ、滑り台などの遊具類のほかにアスレチック施設、バイキング船やモノレールといった有料の大型遊具類、バッテリーカー、貸し自転車、ゲームコーナーを備えた売店など小規模な遊園地としての設備も設置されていた。
しかし、それらの有料施設は2011年（平成23年）末をもって営業停止し、以降は通常の公園として運営され、名称も「御立公園」と変更された。
展示物としてJRより提供をうけた蒸気機関車C57形の5号機が静態保存されている。そのために模擬駅舎なども備えられている。
また姫路市で唯一の電子基準点が設置されている場所でもある。

## 沿革
- 昭和47年 着工
- 昭和51年 完成
- 昭和57年 メルヘンランド設置
- 平成元年 全長400メートルの木製巨大アスレチック遊具「たつまきロード」設置
- 平成15年 老朽化により「たつまきロード」撤去。代替施設「ステーションコスモス」設置
- 平成23年 年内いっぱいで有料営業を終了

## 施設

### 公園施設
- 無料駐車場
- 売店
- ゲームコーナー
- トイレ
- グラウンド
- 蒸気機関車C57 5号機(静態保存)
- メルヘンランド(高さ3メートル前後のアリババと40人の盗賊、西遊記、ガリバー旅行記、桃太郎、浦島太郎、白雪姫などの立像およびお菓子の家などの建屋)
- 交通トレーニングコース(全長800メートルの模擬市街コース)
- 大型有料遊具類(バルーン・いもむし列車・トランポリン・バイキング船等）
- レンタル自転車
- バッテリーカー
- 自動遊具
- 大型アスレチック遊具
- 会議室（100人収容）

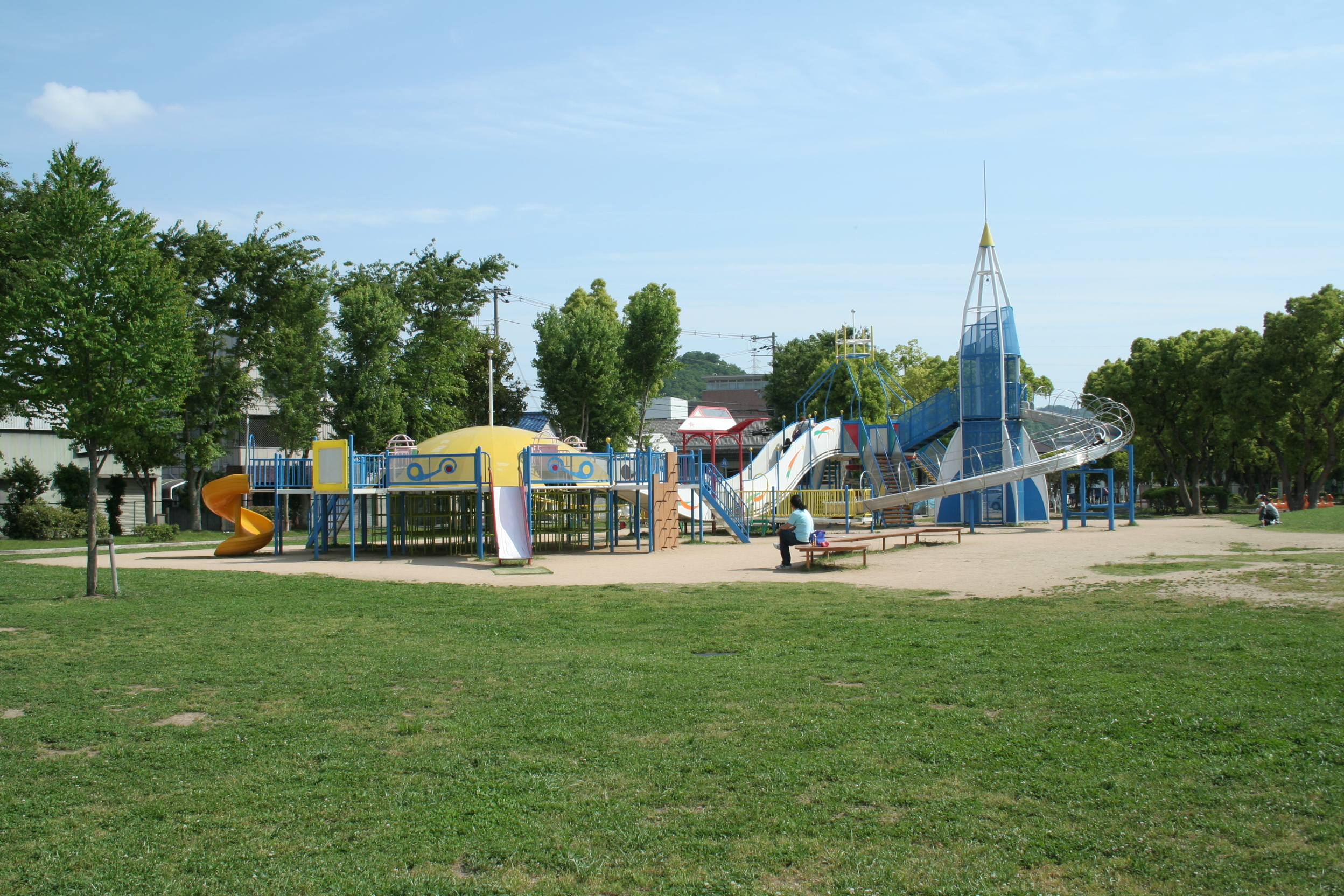
大型アスレチック遊具「コスモスステーション」
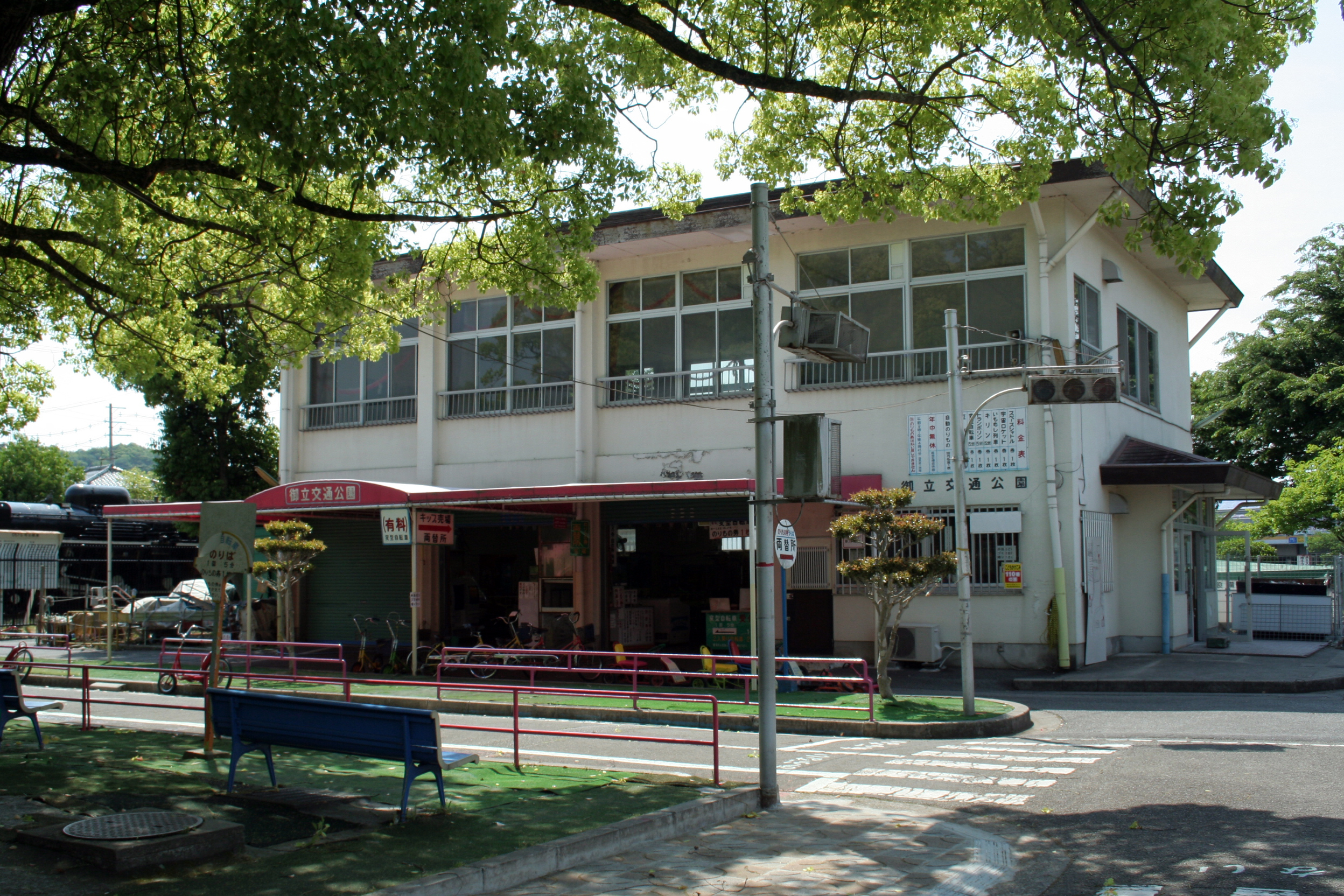
事務所、売店、ゲームセンターのある建屋
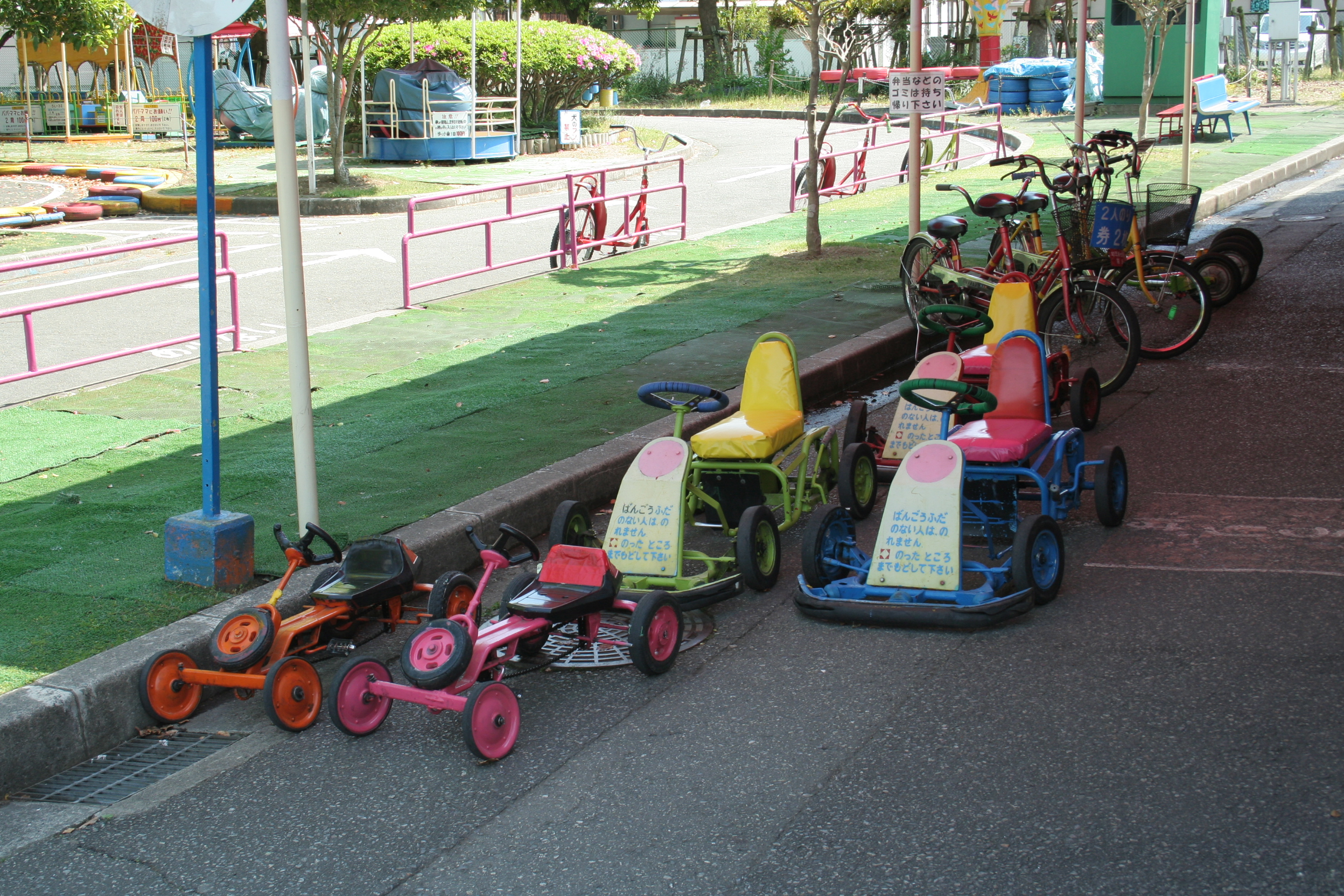
レンタル変形自転車
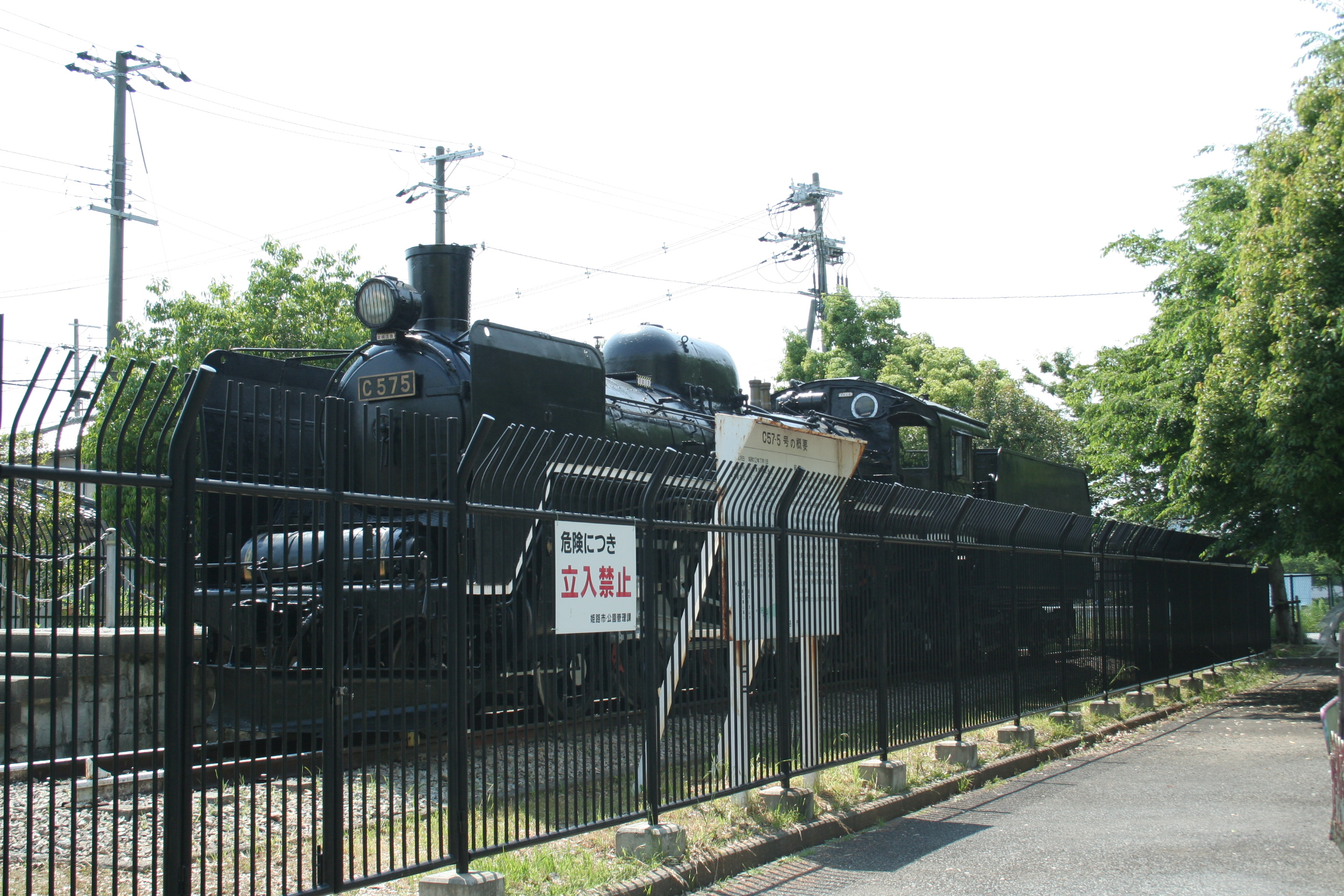
静態保存される蒸気機関車「C57 5号機」
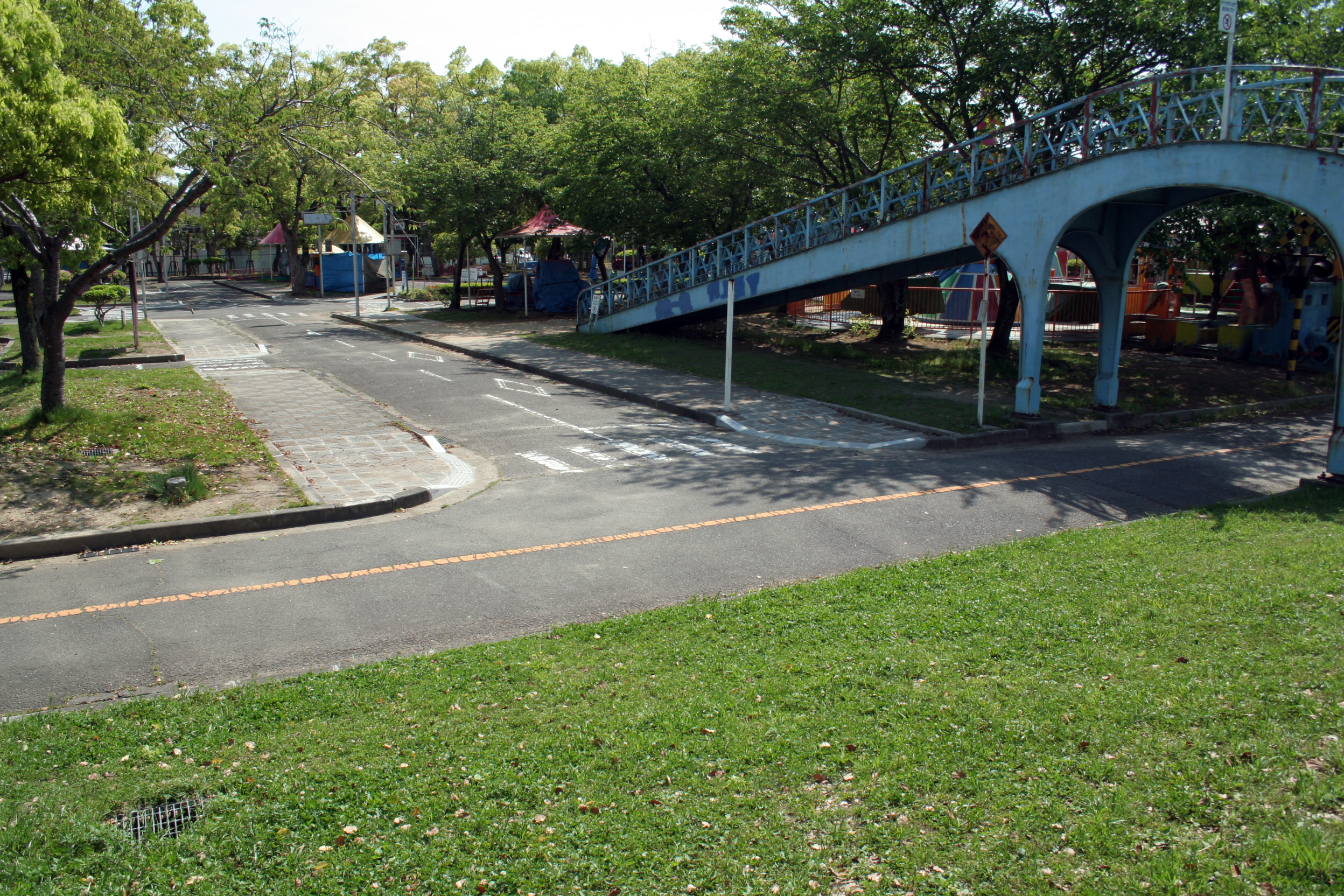
園内の模擬市街地にある立体交差
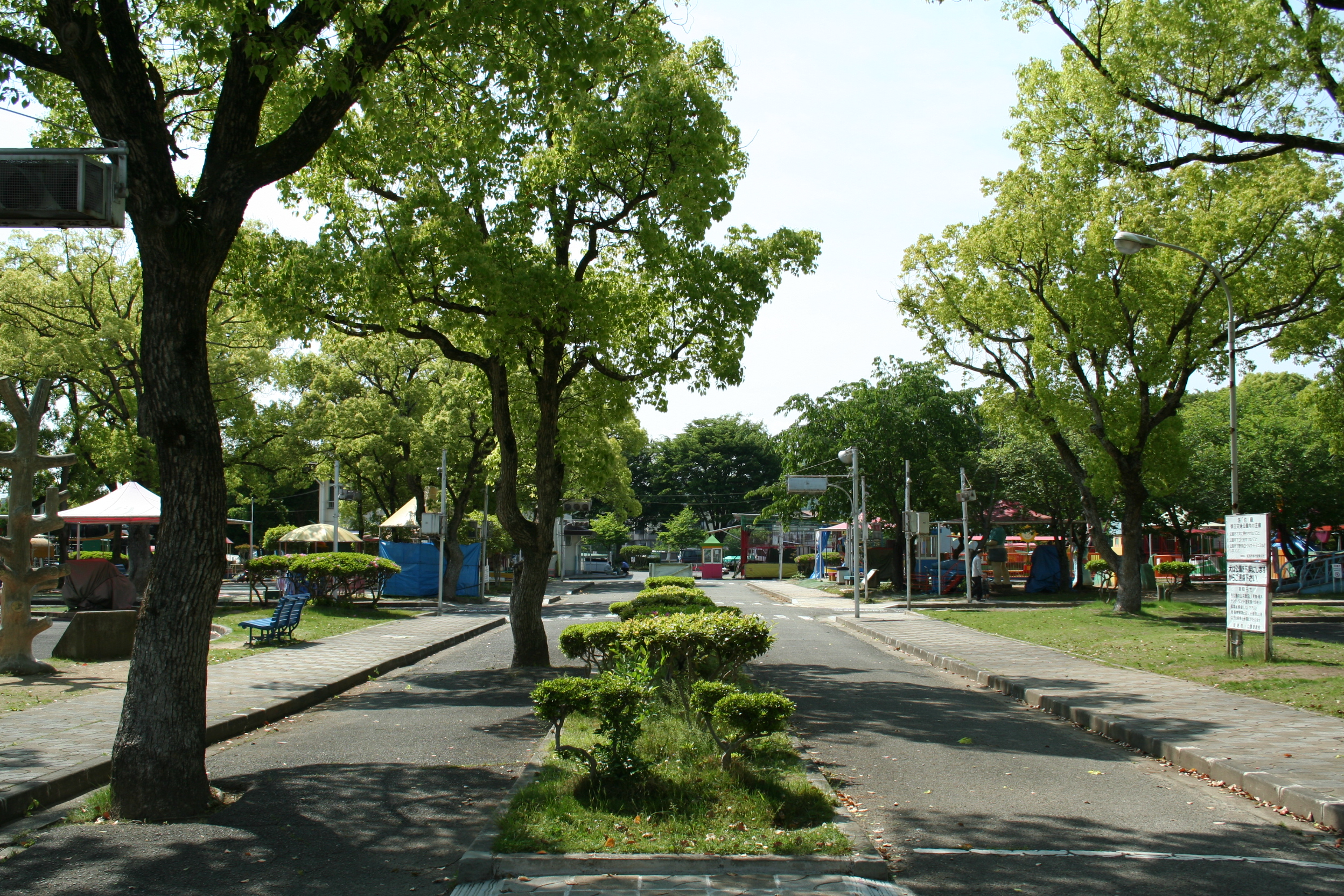
園内の模擬市街地にある中央車線
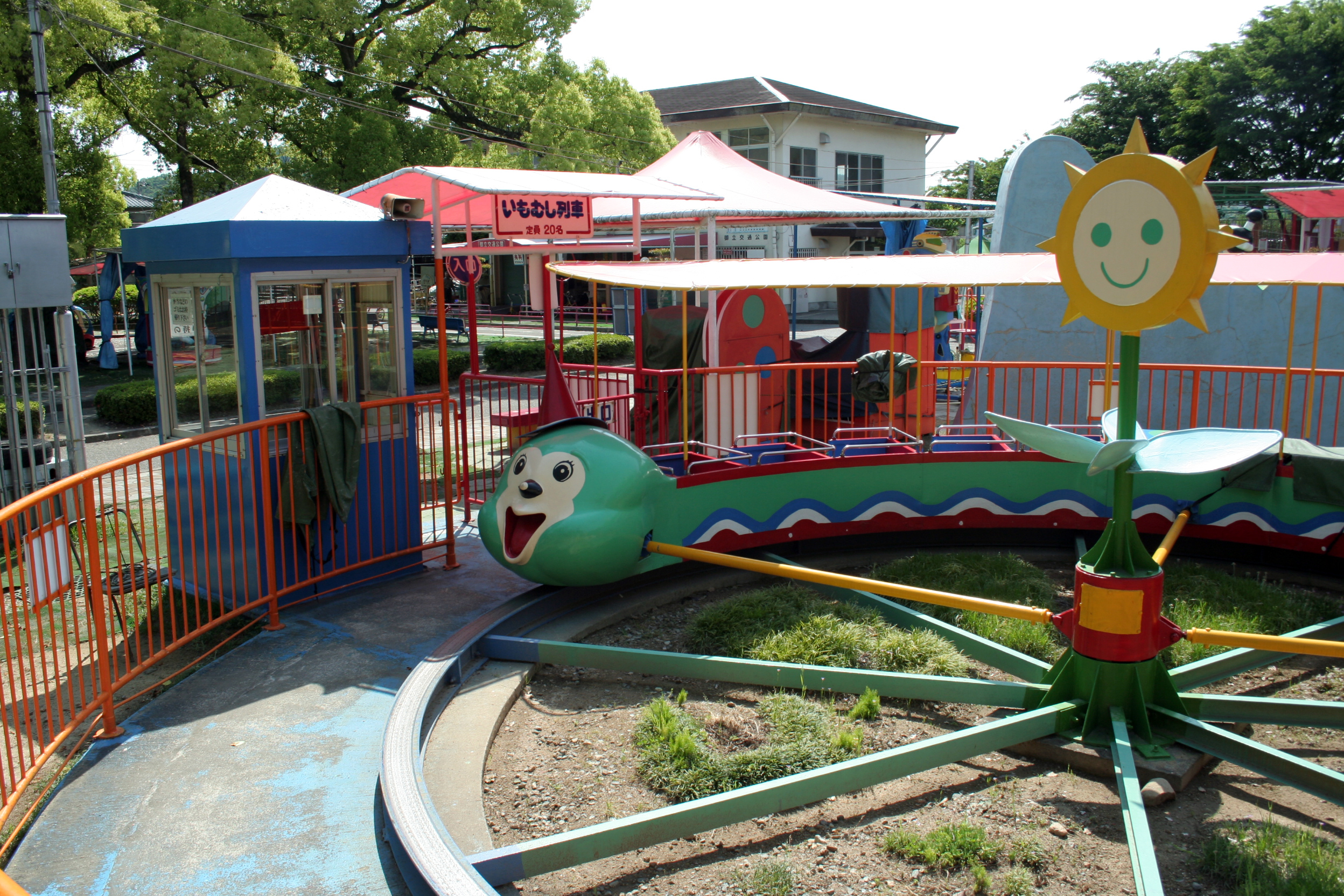
「いもむし列車」

## アクセス

### 鉄道・バス
- JR 姫路駅から神姫バスで「白鳥台行き」または「書写西住宅行き」に乗車し「田井橋」で下車すぐ。

### 道路
- 兵庫県道5号姫路上郡線
- 山陽自動車道山陽姫路西ICから約4km